# Малаєво
Мала́єво (рос. Малаево, башк. Малай) — присілок у складі Кармаскалинського району Башкортостану, Росія. Входить до складу Комишлінської сільської ради.
Населення — 265 осіб (2010; 318 в 2002).
Національний склад:
- башкири — 98 %